# Emmanuel Zamor

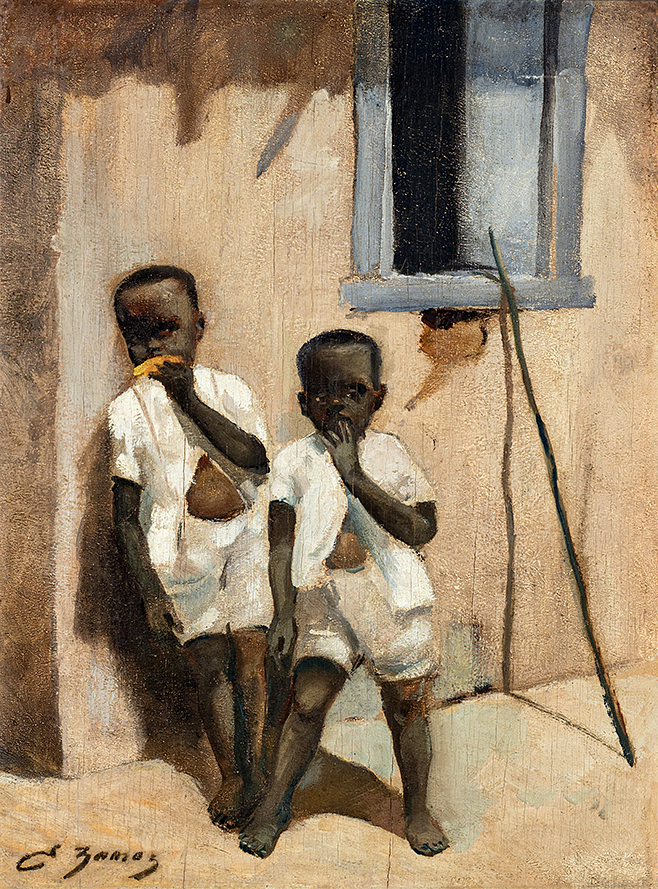
Crianças negras, s/d.
Museu Afro Brasil, São Paulo.

Emmanuel Zamor, pseudônimo de Manuel Pierre Hubert Zamore, também conhecido como Emmanuel Hector Zamor (Salvador, 19 de maio de 1840 - Créteil, Val-de-Marne, 6 de março de 1919), alcunhado Le petit brésilien, foi um desenhista, pintor, litógrafo poeta e letrista de canções brasileiro radicado na França.
Especializou-se na pintura de paisagens e naturezas mortas, sofrendo influências dos artistas ligados à escola de Barbizon e dos impressionistas.

## Vida e obra
Nascido em 1840, na Bahia, Emmanuel Zamor teria sido adotado pelo casal Manuel Pierre Zamore (1810-1868), cozinheiro, "nascido na costa da África, perto do Congo", e Félicité Rose Neveu (1816-1857), costureira, nascida em Mamers, Sarthe O casal não tinha filhos: alguns anos antes, entre 1836 e 1838, havia perdido duas filhas, ambas mortas com menos de um ano de idade. Emmanuel foi batizado na paróquia de Nossa Senhora da Conceição da Praia, em Salvador. 
Na Europa, já em c. 1845, o menino  iniciou estudos de música e desenho. Frequentou a Academia Julian de Paris e começou a trabalhar como cenógrafo. Presume-se, por questões estilísticas, que Emmanuel tenha entrado em contato nessa época com os pintores de Barbizon e com os artistas que logo seriam definidos como impressionistas: Cézanne, Renoir, Degas, Pissarro, Sisley e Monet.
Em 1860, Emmanuel retorna à terra natal, estabelecendo-se em Salvador. Sua pintura, marcada pela sóbria predominância dos tons verde-musgo e ocre, adquire então uma uma nova luminosidade e colorido, onde sobressaem tons de vermelhos e alaranjados, assimilados da natureza e da atmosfera tropicais. Um incêndio em sua residência, entretanto, destruiu quase totalmente a sua produção local. Com a morte do pai adotivo, em 1862, Zamor retorna definitivamente à França.
A partir de então, tornam-se numerosas as lacunas em sua biografia. Há uma imagem do artista atribuída a Nadar, fotógrafo que registrou os mais importantes intelectuais e artistas da França do final do século XIX, o que atestaria um certo prestígio social e algum reconhecimento no cenário artístico europeu. Há notícias a seu respeito que o descrevem como casado e sem filhos, vivendo em situação de penúria, usando eventualmente seus trabalhos como combustível para manter-se aquecido no inverno.
Emmanuel Zamor casou-se duas vezes: primeiro, em 13 de fevereiro de 1873, com a pianista e compositora  Olympe Léontine Lecornu (1848-1881), que morreria, aos 33 anos, ao dar à luz o filho do casal, Antoni Manuel (1881 - 1960), que também seria músico, além de romancista e poeta. No catálogo da BnF, há registro de canções compostas por Emmanuel Zamor fils, em parceria com Emmanuel Zamor pai, ou seja, Antoni Manuel teria adotado nome artístico idêntico ao do pai. Em 19 de fevereiro de 1882, Emmanuel  voltaria a se casar, agora com a modista Eugénie Kollmann (1837-1916). Por ocasião de sua morte, o pintor estava novamente viúvo. 
Emmanuel Zamor seria ignorado pela crítica especializada durante as décadas seguintes e permaneceria desconhecido na historiografia brasileira até o fim do século XX. Em 1984, o marchand Rafael Kastoriano "redescobriu" o pintor durante um leilão. Intrigado pela obra de Zamor, Kastoriano arrematou todos os 37 trabalhos disponíveis do artista após descobrir que se tratava de um brasileiro. As obras de Zamor foram exibidas pela primeira vez ao público no Museu de Arte de São Paulo, em 1985. A Fundação Armando Álvares Penteado dedicou outra mostra, em 1990. Pietro Maria Bardi elogiou sua "viva sensibilidade". Júlio Louzada o define como "ótimo colorista" e elogia sua estética pré-impressionista: "Zamor soube captar as tonalidades dos verdes, os claros e escuros, que estão em contraste com a luminosidade das flores".

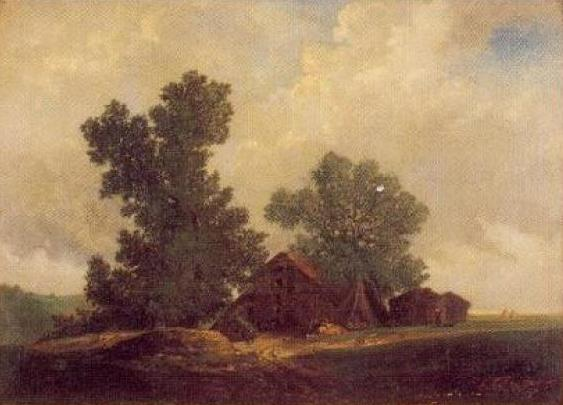
Paysage à la Ferme, 1867.
Coleção particular.